# Сінь-Алдиші
Сінь-Алдиші́ (рос. Синь-Алдыши, чув. Çĕнĕ Кипек) — присілок у складі Вурнарського району Чувашії, Росія. Входить до складу Малояуського сільського поселення.
Населення — 158 осіб (2010; 177 у 2002).
Національний склад:
- чуваші — 100 %